# Regularkanoniker vom Heiligen Kreuz
Der Orden der Regularkanoniker vom Heiligen Kreuz, kurz Kreuzorden (Ordenskürzel: ORC), portugiesisch Cónegos Regrantes da Santa Cruz, wurde 1131 in Coimbra (Portugal) gegründet. Seine Mitglieder bezeichnen sich auch als Brüder vom Heiligen Kreuz und werden in Portugal auch umgangssprachlich Crúzios genannt. Es handelte sich um eine Gründung innerhalb der Ordensfamilie der Regularkanoniker. Seit 1979 ist der Orden eine Einrichtung innerhalb des Engelwerkes und dessen Eliteorganisation.

## Geschichte

### Von 1131 bis 1903
Bereits 1135 wurde die Neugründung von Papst Innozenz II. anerkannt. Der Orden spielte eine große Rolle bei der Reconquista Portugals, und als ihm aus Dank für seine Gebete von König Alfons I. königliche Privilegien verliehen wurden und im Jahre 1147 mit Abschluss der Reconquista das erste Haus des Ordens in Lissabon eröffnet wurde, stieg er zwischenzeitlich zum bedeutendsten Orden Portugals auf. Ein Gründungsmitglied, der heilige Theotonius, war ein Berater König Alfons’ und das Kloster Santa Cruz, in dessen Kirche König Alfons I. und König Sancho I. bestattet sind, gilt heute als eines der herausragenden Kulturgüter Portugals. Das Scriptorium des Klosters und die angegliederte Bibliothek, die zur Zeit der Säkularisation der Bibliothek von Porto zugeführt wurde, sind primäre Quellen der mittelalterlichen Geschichtsschreibung Portugals.
Bekanntestes Mitglied des Ordens war Antonius von Padua, der später Franziskaner wurde und dort, wohl auch aufgrund der theologischen Formation, die er bei den Regularkanonikern erhalten hatte, zu einem ihrer führenden Prediger wurde.
Im Zuge der tridentinischen Reformen wurden 1557 alle portugiesischen Chorherrenstifte zu einer Kongregation zusammengeschlossen. 1573 wurden dieser Kongregation durch Gregor XIII. die Privilegien der Augustiner-Chorherren vom Lateran zuerkannt.

### Von 1903 bis 1976
Die Regierung Portugals verbot im Jahr 1834 im Zuge der Säkularisation sämtliche Orden, was von der katholischen Kirche jedoch nie akzeptiert wurde. So fand der Orden mit dem Tod des letzten lebenden Mitglieds Joaquím da Boa Morte („Joachim vom Guten Tod“) erst 1903 sein faktisches vorübergehendes Ende, wurde kirchenrechtlich jedoch nie aufgehoben, sodass er auf dem Papier als ausgestorbene, aber noch nicht endgültig erloschene Gemeinschaft weiter existierte.
In Innsbruck war in den Jahren nach dem Zweiten Weltkrieg die geistliche Bewegung des Werkes der heiligen Engel entstanden. Einige Priester der Diözese leiteten diese Gruppe zur Förderung der Verehrung der heiligen Engel, und Bischof Paulus Rusch errichtete 1961 diese kirchliche Bewegung als Schutzengelbruderschaft. Ab 1971 begann sich das klösterliche Leben der inzwischen gewachsenen Gemeinschaft in der Burg St. Petersberg zu festigen. Es traten junge Männer in das Kloster ein und ebenso wuchs die Gemeinschaft der Schwestern, die einen für sie reservierten Trakt des Klosters bewohnten.

### Seit 1976

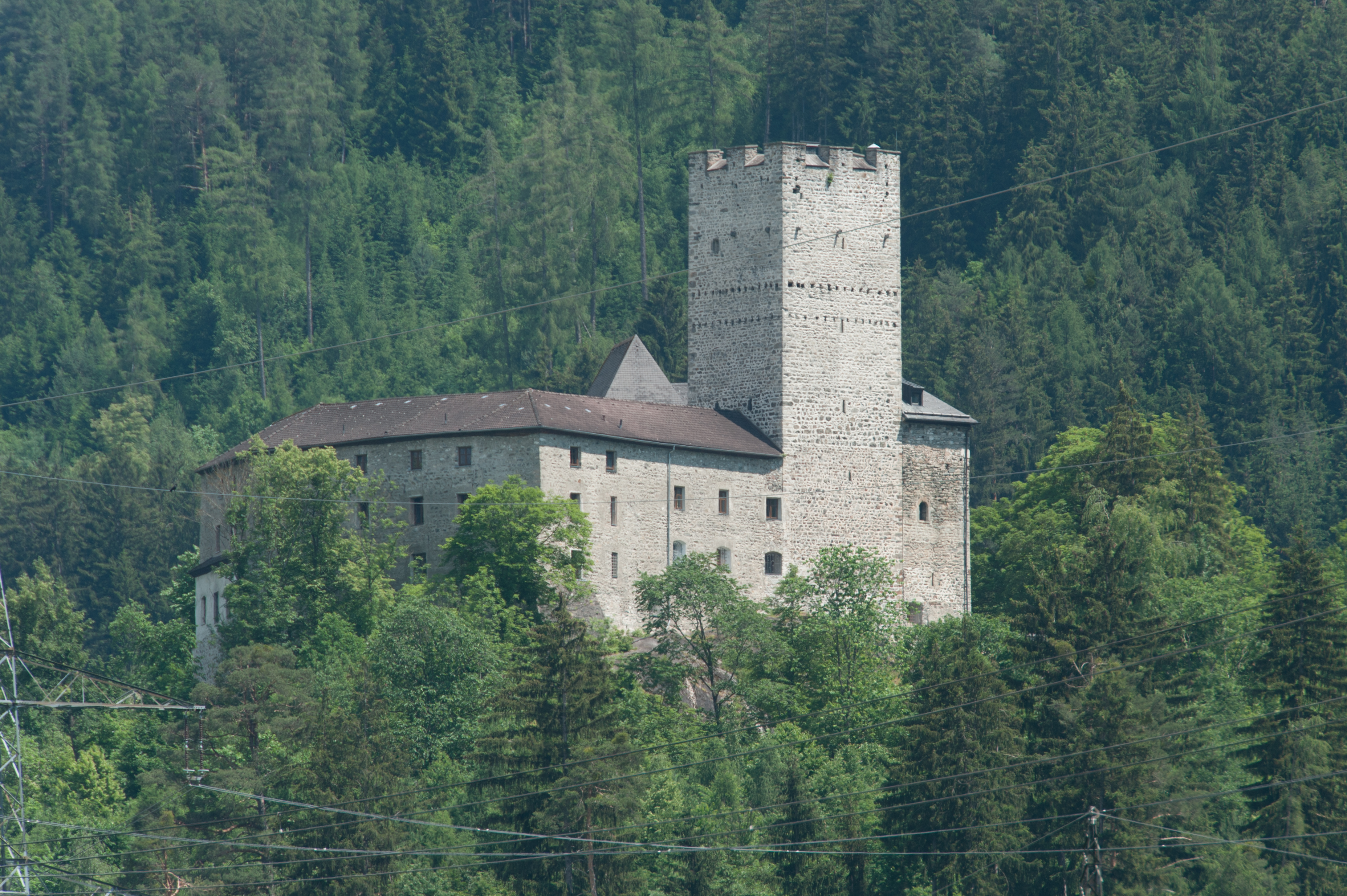
Die Burg St. Petersberg in Silz (Tirol), Sitz von Kreuzorden und Engelwerk

In dieser Situation versuchte 1976 eine Gruppe von Priestern, die dem von Gabriele Bitterlich gegründeten Werk der Heiligen Engel (Engelwerk) angehörten, den Orden von neuem zu beleben, was im Jahr 1979 vom Heiligen Stuhl durch das Dekret Perantiquus Ordo (lat.: „sehr alter Orden“) endgültig bestätigt wurde. Das Dekret vom 29. Mai 1979 nannte als erste Mitglieder Georg Blaskó, Michael Prader, Jean-Marc Bonvin, Carl-Theodor Coester, Harald Eder, Edgar Frank, Arwed Hummer, Wolfgang Knupfer, Hermann und Rupert Precht, Joseph Feiter, Wolfgang Knupfer, Franziskus Färber und Hubert van Dijk. Coester verließ das Engelwerk mehrere Jahre später. Blaskó und Knupfer verunglückten am 29. September 1990 beziehungsweise am 9. Juni 1991 jeweils tödlich bei Autobahnunfällen in Oberitalien.
Im Mai 1988 kam es zu einem Raubüberfall auf die Niederlassung des Kreuzordens in Anápolis, bei dem den Räubern große Mengen an Bargeld und Gold sowie eine Pistole aus dem angeschlossenen Kreuzordenskloster in die Hände fielen. Das Engelwerk räumte ein, dass der Überfall stattgefunden hatte, gab aber an, dass die in einem Bericht der Journalistin Margit Pieber genannte Höhe der Beute völlig falsch sei. Die Priester Norbert Tscholl und Reinhard Knittel waren trotz ihrer Mitgliedschaft im Orden zugleich in der Diözese Anápolis inkardiniert. Es gibt auch Donaten im Kreuzorden, die ihre Engelwerk-Mitgliedschaft bestreiten und dortselbst als „alter Angelus“ (lat. „anderer Engel“) geführt werden.

### Seit 2000
Der Orden der Regularkanoniker vom Heiligen Kreuz betreut im Auftrag des Heiligen Stuhles die Mitglieder und Vereinigungen des „Werkes der Heiligen Engel“ und leitet die Hochschule Institutum Sapientiæ im brasilianischen Anápolis. Die am Engelwerk – nach dessen päpstlicher Anerkennung 2008 – geäußerte innerkirchliche Kritik betraf auch den Kreuzorden in seiner neuen Form. Das Engelwerk wurde 2020 von Wolfgang Benz als innerkatholische Sekte und Geheimbund eingestuft.

## Donatenstand
Wie Malteser und Kartäuser können auch Mitglieder des restaurierten Kreuzordens in der Kategorie Donaten geführt werden. Jene Donaten im Kreuzorden, die intern unter der Bezeichnung alter Angelus (lat.: anderer Engel) geführt werden, bleiben Vollmitglieder des Ordens, tarnen aber ihre Mitgliedschaft. Sie können innerhalb als auch außerhalb des Engelwerkes und des Kreuzordens eingesetzt werden. Die Tätigkeit als alter Angelus wird mit den jeweiligen Donaten einzeln vereinbart und besprochen. Die übrigen Donaten des Ordens bekennen ihre Mitgliedschaft. Ihre Rolle weicht in der Praxis stark von der der Malteser- oder Kartäuserdonaten ab.

## Generalobere
- 1980–1984 João Pereira Venâncio (1904–1985), em. Bischof von Leiria und erster Generaloberer nach der Restauration[13]
- seit 2002 Thomas Joachim Welz
- mit Stand von 2024 Nathanael Thanner[14]

## Bekannte Mitglieder
Mit Stand von 2014 gehörten dem Kreuzorden 134 Mitglieder an, darunter 84 Priester in 11 Pfarreien. Im Jahr 2015 hatte er noch 130 Mitglieder in 12 Niederlassungen.
Mitglieder aus der Zeit vor der Restauration:
- Theotonius, Heiliger (1082–1162)
- Antonius von Padua (um 1195–1231), Heiliger, später Franziskaner

Nach der Restauration:
- Hansjörg Bitterlich (1923–1998), war zuletzt exklaustriert
- Heinrich Morscher (1929–2008), Donate seit den 1980er-Jahren, zuvor und danach Mitglied der Missionare vom Kostbaren Blut
- Georg Blaskó, leitender Priester des Kreuzordens, † 1990 (bei Modena, Oberitalien tödlich verunglückt)[17]
- Wolfgang Knupfer, Ökonom des Kreuzordens, † 1991 (in Oberitalien tödlich verunglückt)[17]
- Frederico Cunha (* 1950 in Natal), wegen Mordes und sexuellen Missbrauchs verurteilter Priester;[18][19][20][21] blieb mindestens bis Februar 2016 Priester im Bistum Funchal[22][23] und wurde im Februar 2024 laisiert.[24]
- Ludwig Oppl ORC, Engelwerk-Mitglied, Frater der Regularkanoniker vom Heiligen Kreuz, Rektor der Niederlassung in Carrollton (Ohio)[25]
- Richard Pühringer (* 1953), Donate in den 1980er-Jahren, zuvor und danach Mitglied der Missionare vom kostbaren Blut sowie 2002 Seelsorger der Schwesternschaft vom Heiligen Kreuz im Engelwerk[26]
- Markus Kocher, Pater des Kreuzordens, seit Ausstieg aus dem Engelwerk 2009 Gegner des Ordens[27][28]
- Athanasius Schneider (* 1961), Weihbischof in Astana/Kasachstan[29]
- Josef Spindelböck (* 1964), Donate 1986–1987,[30] seit 2016 Moderator der Gemeinschaft vom heiligen Josef

## Ausgewiesene Niederlassungen
Nach Angaben auf seiner Website gehörten dem Kreuzorden, dem auch die Schwesternschaft vom Heiligen Kreuz und die Missionshelferinnen vom Heiligen Kreuz angegliedert sind, mit Stand von 2019, über 130 Mitglieder in diesen Niederlassungen an:
1. Anápolis, im Bundesstaat Goiás, Brasilien
2. Bogotá, Hauptstadt Kolumbiens
3. Braga, in der Região Norte, Portugal
4. Candelaria, in der Provinz Quezon, Philippinen
5. Detroit, im Bundesstaat Michigan, Vereinigte Staaten
6. Fátima, in der Região Centro, Portugal
7. Guaratinguetá, im Bundesstaat São Paulo, Brasilien
8. Kochi (früher Cochin), im Bundesstaat Kerala, Indien
9. León, im Bundesstaat Guanajuato in Mexiko
10. Qaraghandy (Karaganda), im gleichnamigen Gebiet Kasachstans
11. Rom, Italien
12. Sankt Petersberg bei Silz, im Bundesland Tirol, Österreich und
13. Schondorf am Ammersee im oberbayerischen Landkreis Landsberg am Lech, Deutschland

sowie die Niederlassungen der Schwesternschaft vom Heiligen Kreuz:
1. Mutterhaus der Schwesternschaft vom Hl. Kreuz in Sankt Petersberg bei Silz,
2. Scheffau am Wilden Kaiser im österreichischen Bundesland Tirol,
3. Schondorf am Ammersee und
4. Flüeli-Ranft im Kanton Obwalden, Schweiz.

Nicht mehr erwähnt werden die folgenden früheren Niederlassungen:
1. Aparecida do Norte, ein Wallfahrtsort im Bundesstaat São Paulo, Brasilien
2. Caniçal, auf der Insel Madeira, Portugal
3. Coimbra, in der Região Centro, Gründungsort des Kreuzordens, Portugal

Auf der internationalen Website des Engelwerkes wird die Niederlassung in Aparecida hingegen noch genannt.
Der dem Engelwerk zugehörige Helferwerk im Kreuzorden e. V. ist in Köln ansässig.

## Begriffsabgrenzung
Die dem Kreuzorden aggregierten Schwestern vom Heiligen Kreuz sind von dem im Jahre 1844 in Menzingen gegründeten franziskanischen Frauenorden gleichen Namens zu unterscheiden.